# DB320

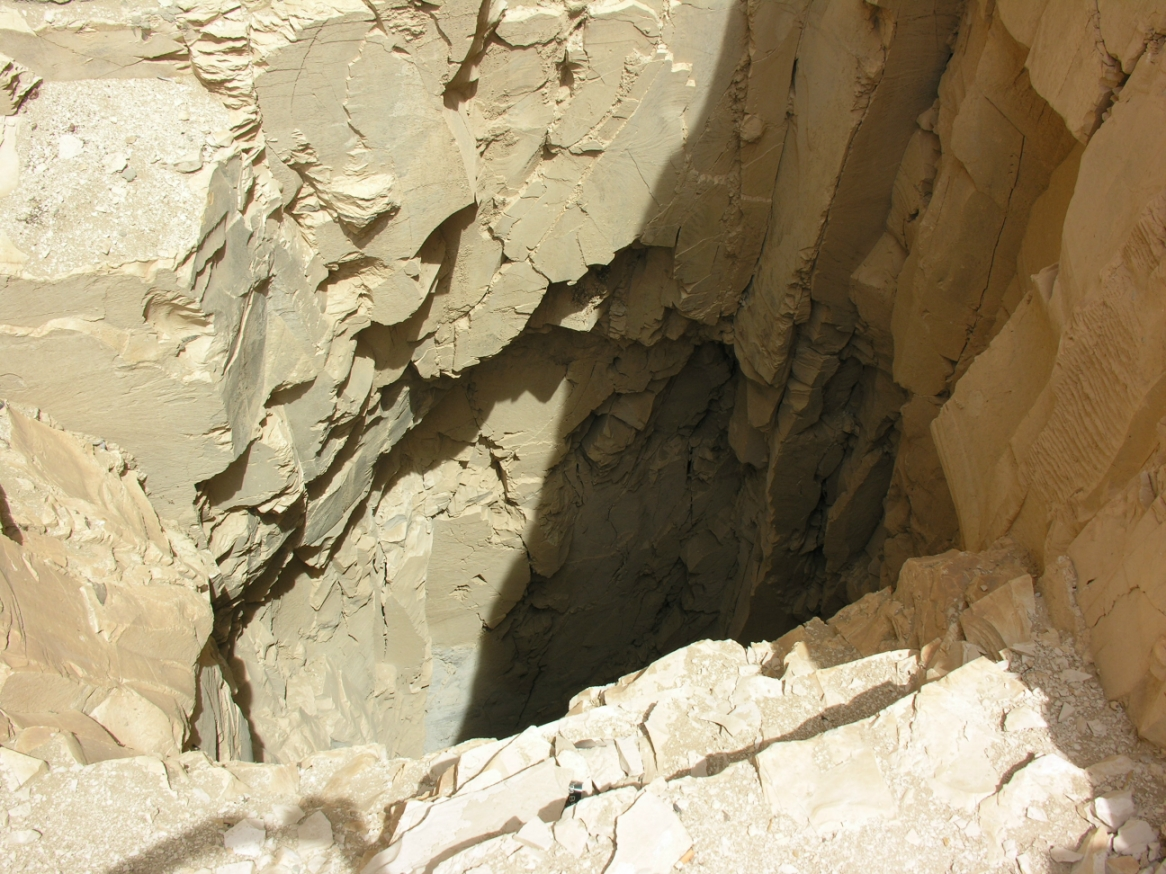
Entrada a la DB320.

La tumba DB320 (también llamada TT320) está situada junto a Deir el-Bahari, en la necrópolis de Tebas, frente a Luxor, Egipto. Es un escondrijo extraordinario que contiene restos de momias y del equipo fúnebre de más de cincuenta faraones, reinas, familiares y de varios nobles.

## Utilización de la tumba

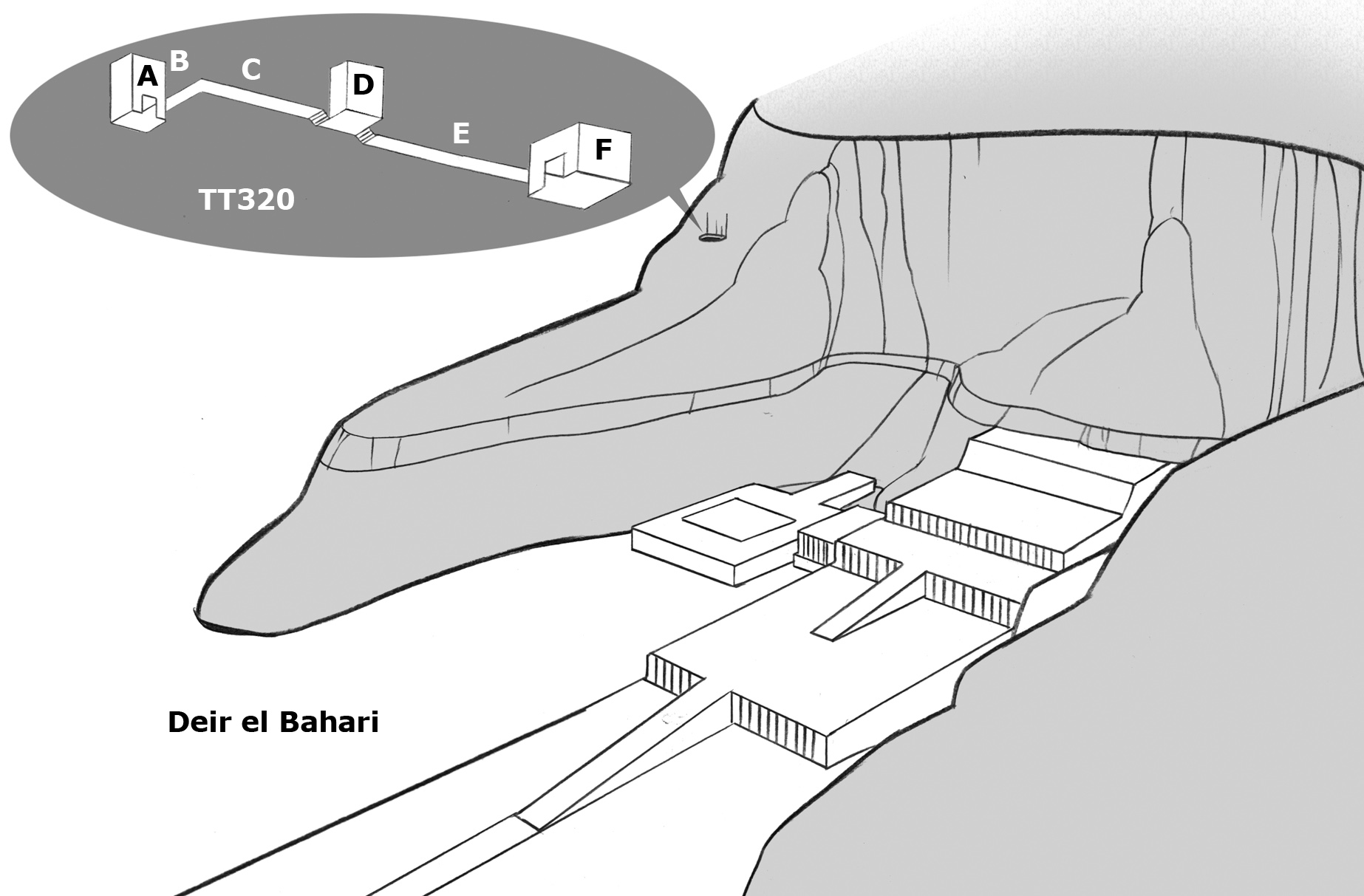
Localización de DB320 en Deir el-Bahari.

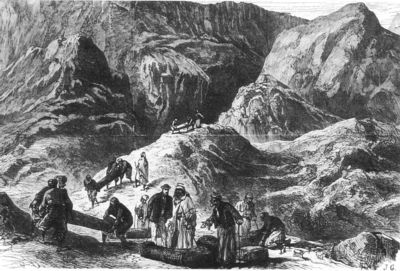
Traslado de los restos descubiertos en la tumba.

La tumba fue construida para el sumo sacerdote de Amón Pinedyem II, sus esposas Isetemjeb y  Nesjons y otros miembros de su familia. Pinedyem II murió alrededor del 969 a. C., durante una época de declive del poder egipcio, el Tercer periodo intermedio. En ese tiempo las tumbas de dinastías anteriores eran vulnerables al saqueo y muchas momias reales fueron trasladadas aquí para protegerlas.

## Descubrimiento
La tumba fue descubierta en 1860 por una familia local, la de Abd el-Rasuls, que la mantuvo oculta vendiendo parte de los objetos en el mercado negro de antigüedades. Las investigaciones dirigidas por el egiptólogo Gaston Maspero localizaron la fuente de esos artículos en 1881, y encargaron a Émile Brugsch una inspección urgente de la tumba. Realizada en apenas 48 horas, no se tomaron fotos ni notas y, como consecuencia, gran parte de su conocimiento se ha perdido.
La cámara se alcanza desde un pasadizo casi vertical de trece metros de longitud, abierto en 1881, que contenía restos y cascotes, que dañaron los objetos que permanecieron allí. Fue nuevamente examinada en 1938, y desde 1998 un equipo formado por rusos y alemanes está investigando de nuevo bajo la dirección de Erhart Graefe.
En la tumba se han encontrado unos quinientos objetos, ya estudiados, entre ellos un fragmento con una lista escrita en caracteres hieráticos, datada en época de Ramsés I, y trozos de una tienda de campaña de cuero de Isetemjeb. Las piezas se encuentran en diferentes estados de conservación, dependiendo de si se hallaron en un lugar seco o húmedo.

## Lista de momias
- Ahhotep II
- Ahmose-Hentempet
- Ahmose-Hentimehu
- Ahmose-Inhapi
- Ahmose-Nebetta
- Ahmose-Nefertari
- Ahmose-Sipair
- Ahmose-Sitamón
- Ahmose-Sitkamose
- Amenhotep I
- Ahmose I
- Bakt
- Dyedptahiufanj
- Duathathor-Henuttauy
- Hatshepsut (restos del ajuar funerario)
- Isetemjeb
- Maatkara-Mutemhat
- Masaharta
- Merimose (Virrey de Kush)
- Nebseni (padre de Tentamun, posible esposa de Ramsés XI)
- Nesjons
- Nesitanebetashru
- Nedymet (esposa de Herihor)
- Paheripedyet
- Pediamun
- Pinedyem I
- Pinedyem II
- Rai
- Ramsés I
- Ramsés II
- Ramsés III
- Ramsés IX
- Seniu
- Seqenenra Taa
- Seti I
- Siamón (hijo de Ahmose I)
- Siese
- Sutymose
- Tayuheret (posible esposa de Masaharta)
- Tetisheri
- Tutmosis I
- Tutmosis II
- Tutmosis III
- Upmose
- Upuautmose

Y otras ocho momias no identificadas.